# 2/1进局逼叫
2/1进局逼叫（二盖一进局逼叫）是一种在一阶开叫以后，在二阶非跳新花的应叫表示至少叫到成局的现代桥牌的叫牌体系。2/1进局逼叫不用于已经pass过的牌的应叫，也不用于对方争叫的情形。
由於答叫方持有成局點時被迫進行2/1進局逼叫，但是在美國標準黃卡制中二階應叫應有至少五張以上牌組。所以往往約定2/1進局逼叫之2C不一定持有五張梅花。

## 进局逼叫叫牌
2/1叫牌有1♥ – 2♣、1♥ – 2♦、1♠ – 2♣、1♠ – 2♦、和1♠ – 2♥。没有开叫实力（12+大牌点）的手牌需要应叫1NT到1♠，或者如果他们缺少4张黑桃套的话叫到1♥。

### 特例
由於低花成局合約的力量要求高於無王跟高花的成局合約，如果兩個人都是開叫下限的力量，也沒有極端強的牌型，大概是打不成一個五線合約的。所以如果能判斷出有任何一門沒有擋張，也沒有足夠衝到五線合約的力量，允許停在四線的低花合約。
通常1♦ – 2♣、或者是當答叫人連續在二線和三線叫出同一門低花牌組兩次都是很直接的警訊：這時候雖然兩個人都至少有開叫實力，但看起來是沒有能夠配合的高花，要是還有任何一門有被打穿的風險，要成局難度就很高了。但無論如何，在1♦ – 2♣或任何二蓋一答叫的情況中，答叫人仍然表示了至少有12牌點的開叫實力。
舉例來說，假設南北家拿了這樣的一副牌，
- 北家 ♠ AK653 ♥ KJ62 ♦ J8 ♣ 84

- 南家 ♠ Q ♥ AQ ♦ 532 ♣ KQJ10752

那叫牌大概會是以下面的情況開始：
| 北 | 南 |
| -- | -- |
| 1♠ | 2♣ |
| 2♥ | 3♣ |

這裡南北家都毫無疑問的有開叫的實力，南家甚至不是下限力量。但如果真的要衝上一局，扣掉顯然完全不可能的5D之外，不管是剩下的哪個成局合約，都只有在防家手牌的分配非常理想的情況下才能幸運地完成，以常見的情況來說，4C應該是最安全的合約。
於是，北家的第三次叫牌應該會是3D（第四門花色迫叫），而南家沒有方塊擋張、力量也沒有多到可以對著可能是開叫下限的隊友直接衝上5C，於是只能叫出4C（如果有方塊大牌的話則會叫出3NT，有三張紅心或者兩張黑桃的話則會叫出對應的三線合約），北家持有的僅是開叫的下限力量，只能PASS。雖然不是100%安全，但4C這個合約成功的機率是很大的。

## 1NT应叫
由于二阶应叫要求的实力要比美国标准叫牌体系更强，对1NT到1♥或1♠开叫的回应逼叫一轮。

## 其他特色
使用2/1体系通常（至少）意味着下列约定：
- 五张高花，即高花开叫要求至少五张套。
- 跳叫高花开叫（比如跳叫1♠ – 3♠或1♥ – 3♥表示一个成局邀请的手牌以及至少四张配合）或使用Bergen加叫（英语：Bergen raises）。
- Inverted minors，跳加叫一个低花开叫是弱阻击叫，而单加叫是强牌并且逼叫一轮。
- 1NT开叫后的Jacoby转移叫（英语：Jacoby transfer）。
- 雅可比2NT，表示4张或者更多牌的强支持。
- 斯普林特约定叫。
- 新低花逼叫（英语：New_minor_forcing）。
- 第四花色逼叫（英语：Fourth suit forcing）以及约定叫。

本體系的一線開叫和美國標準幾乎一樣，比較大的差別是本體系要求15~18牌點且持有五張高花帶頭的5332牌型時開叫1NT。在美國標準中，拿這種牌的話應該先開叫一線高花，同伴回覆後再叫出無王來表達牌型，並在持有17點以上時考慮跳叫表示強牌。

## 例子
1♠ – 2♣

2♦ – 2♠

逼叫到局，有至少三張黑桃配合以及草花好套。这是和标准叫牌体系不同的地方，这个叫牌过程将表示10点左右，草花套可能是semi-fake。
1♠ – 2♣

2♠ – 2NT

逼叫到局，有均型牌和一个草花好套，黑桃之外的花色都應該有擋張。
1♠ – 2♣

2♦ – 3♣

逼叫，除非可以确认是"2/1法则"的特例。
1♦ – 2♣

仅逼叫一轮（同美国标准），除了在2/1体系变种中这个叫牌过程也逼叫成局。
1♣ – 2♣

逼叫一轮；10+点而且至少四张草花，兩門高花都沒有四張。
1♣ – 3♣

弱牌，9点或者有时更少，但持有至少五张草花，不太適合防守的阻塞性跳叫。
1♥ – 2♥

弱牌，6-9点以及至少3个红心（在使用Bergen raises时，它表示恰好3个红心）。
1♠ – 1NT

2♣ – 2♠

示弱，6-9点，并恰好有两张黑桃。有些人也用这个表示有三张黑桃的很弱的手牌（0-5）。
1♠ – 1NT

2♣ – Pass

示弱，可能是5-7点，持有至少四张草花。
1♠ – 1NT

2♣ – 2♦

示弱，5-9点，有方片长套。
1♠ – 1NT

2♦ – 2♥

示弱，5-9点，有红心长套。
1♠ – 1NT

2♥ – 3♣

示弱，5-9点，有草花长套。
1♠ – 1NT

2♣ – 2NT

表示10-11点，无黑桃支持，黑桃實際情況大概是兩張小牌甚至可能只有一張。
1♠ – 1NT

2♣ – 3♠

表示10-11点，并有3张黑桃支持。
1♠ – 3♠

表示10-11点，并有4张黑桃支持。
1♠ – 4♠

阻塞性跳叫，沒有太多點力，但有王牌長門支持，沒有滿貫意圖。具體來說是5張或更多王牌、或者剛好4張但是有短門，不到10個牌點。
1♠ – 1NT

2♣ – 3♥

表示10-11点，并有红心长套。
1♦ – 2♥

在美国标准中，这样一种跳叫新花的答叫被稱為Soloway Jump Shift（索羅威跳叫，以美國橋牌大師保羅·索羅威命名），是一種逼叫成局，且滿貫意圖非常強烈的回覆，持有的牌力大概是以下三種：18點以上平均牌型，紅心至少四張；15點以上，持有六張以上且帶有至少兩張大牌（AKQ）的紅心；或者15點以上，方塊有至少四張支持（對開叫低花支持需要四張，對開叫高花支持只需要三張）且紅心有五張以上的強牌。然而，由于这种手牌出现的频率不大，现在常常用这种叫牌来表示有一个长套、不适合防守的弱的手牌。另一种可能是把它用作“配合型跳叫”，表示8-10点，一个相当好的红桃套，以及好的方片支持。目前這兩種跳答叫都仍然有一定的使用率，所以必須要跟同伴確認他到底是什麼意思。
在目前世界上使用二蓋一系統的最大線上橋牌網站BBO中，這種形式的跳答叫默認是索羅威跳叫。

## 拓展阅读
- Grant, Audrey; Rodwell, Eric. . Louisville, KY: Baron Barclay Bridge Supply. 2009. ISBN 978-0-939460-84-7.
- Hardy, Max. . SQueeZe Books. 2000. ISBN 978-1-58776-049-5. LCCN 00-104457.
- Hardy, Max. . SQueeZe Books. 2002. ISBN 978-1-58776-125-6. LCCN 2002104136.

1. ↑  https://www.bridgebum.com/two_over_one_off.php